# Love in the Air
Love in the Air (บรรยากาศรัก เดอะซีรีส์) é uma série de televisão tailandesa de 2022 estrelada por Chaikamon Sermsongwittaya (Boss), Nuttarat Tangwai (Noeul), Thitipong Sengngai (Fort) e Wasuthorn Chaijindar (Peat). Baseada nos romances Love Storm (พายุรักโถมใจ) e Love Sky (พระพายหมายฟ้า) de MAME.
Dirigida por Neti Suwanjinda (Ne) e produzida pela Me Mind Y, estreou oficialmente em 18 de agosto de 2022 na GMM 25. Terminou em 10 de novembro de 2022, após 13 episódios.
Um remake japonês intitulado Love in the Air: Koi no Yokan, dirigido por Tomori Atsuki, estrelado por Nagumo Shoma, Hamaya Takuto, Suzuki Asahi e Nagatsuma Reo, foi exibido pela FOD de 3 de novembro a 22 de dezembro de 2024 e teve 8 episódios.

## Enredo

### Love Storm (Episódios 1-7)
Rain (Noeul Nuttarat) é um calouro na Faculdade de Arquitetura. Seu carro parou de repente em uma chuva forte. Quando ele estava perdido, ele conheceu o popular veterano Phayu (Boss Chaikamon), que lhe deu assistência. Rain começou a se apaixonar pelo veterano que consertava seu carro. Logo depois, Rain encontrou Phayu novamente quando seu carro quebrou e Rain teve que passar a noite em sua garagem. Como Phayu continuou provocando Rain a noite toda, Phayu se tornou alvo da vingança de Rain. Na verdade, a vingança de Rain não só não machucou Phayu, mas fez com que ele gostasse cada vez mais de Rain.
Com o passar do tempo, os dois gradualmente passaram de inimigos a amantes.

### Love Sky (Episódios 8-13)
Sky (Peat Wasuthorn) ficou traumatizado pela mágoa que sofreu da ex e se sentiu sem esperança no amor. Um dia, quando Sky estava acompanhando Rain para assistir secretamente a uma corrida de moto, Sky foi descoberto pela segurança e imediatamente se meteu em problemas. Quando ele estava perdido, um piloto de corrida chamado Prapai (Fort Thitipong) veio resgatá-lo, e os dois fizeram sexo depois. No entanto, Prapai se apaixonou por Sky à primeira vista e começou a persegui-la vigorosamente. Acontece que Sky é uma pessoa melancólica e sensível, enquanto Prapai é bem-humorado e espirituoso. Então Prapai é a salvação de Sky. Quando Sky sofreu um ataque de pânico, Prapai deu a Sky uma sensação total de segurança, o que o fez gradualmente abrir seu coração e recuperar sua confiança no amor.

## Elenco

### Principal
- Chaikamon Sermsongwittaya (Boss) como Payu
- Nuttarat Tangwai (Noeul) como Rain
- Thitipong Sengngai (Fort) como Prapai
- Wasuthorn Chaijindar (Peat) como Sky

### Recorrente
- Piamchon Damrongsunthornchai (Tonnam) como Sig, colega de classe de Rain
- Nattapong Prompinit (Nut) como Por, colega de classe de Rain
- Pongpat Unhapipatpong (Pepper) como Saifah, irmão gêmeo fraterno mais novo de Phayu
- Sujitra Hemhiran (Nan) como Ple, amiga e colega de classe de Rain
- Thanawat Sutthijaroen (Krismon) como Plerng, irmão mais novo de Prapai
- Phubeth Atarunwong (Theme) como Stop
- Patak Pingmuang (Dunk) como Gun
- Phattaraporn Pengsuk (Nut) como Som, irmão mais velho de Ple
- Apsaralaila Pechploychomphu (Holland) como Phan, irmã mais nova de Prapai
- Alex Bird (Daniel) como Bas
- Peachawit Phetthanakul (Peach) como Petch, amigo de Gun
- Chalermsak Yamchamang (Lerm) como Aon, mecânico
- Benyapon Chimsud (Cartoon) como Nui
- Nipaporn Thititanakarn (Zani) como Joy

### Convidado
- Suphaksin Wijitwerot (Seng) como Tho (Ep. 6)
- Sinsophak Wijitwerot (Chai) como Aek (Ep. 6)
- Phunthida Phairuangkij (Beam) como Natsu (Ep. 10)
- Chisanupong Paungmanee (Smart) como Leon (Ep. 12)
- Tawatson Plengsiriwat (Chane) como Chai
- Tanachai Kulcharoentanachot (Act)